# Esfera de influencia

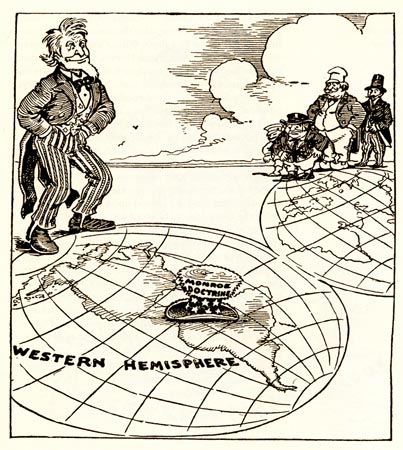
Una caricatura de periódico de 1912 que destaca la influencia de Estados Unidos en América Latina tras la Doctrina Monroe.

Una esfera de influencia o zona de influencia es un área o región en la cual una organización o estado ejerce cierta clase de indirecta dominación cultural, económica, militar, o política. También, en algunos lugares habitados, se habla de área de influencia para designar el espacio en que, por ejemplo, un comercio o servicio tiene influencia sobre localidades o zonas ajenas a su ubicación física principal.

## Concepto político

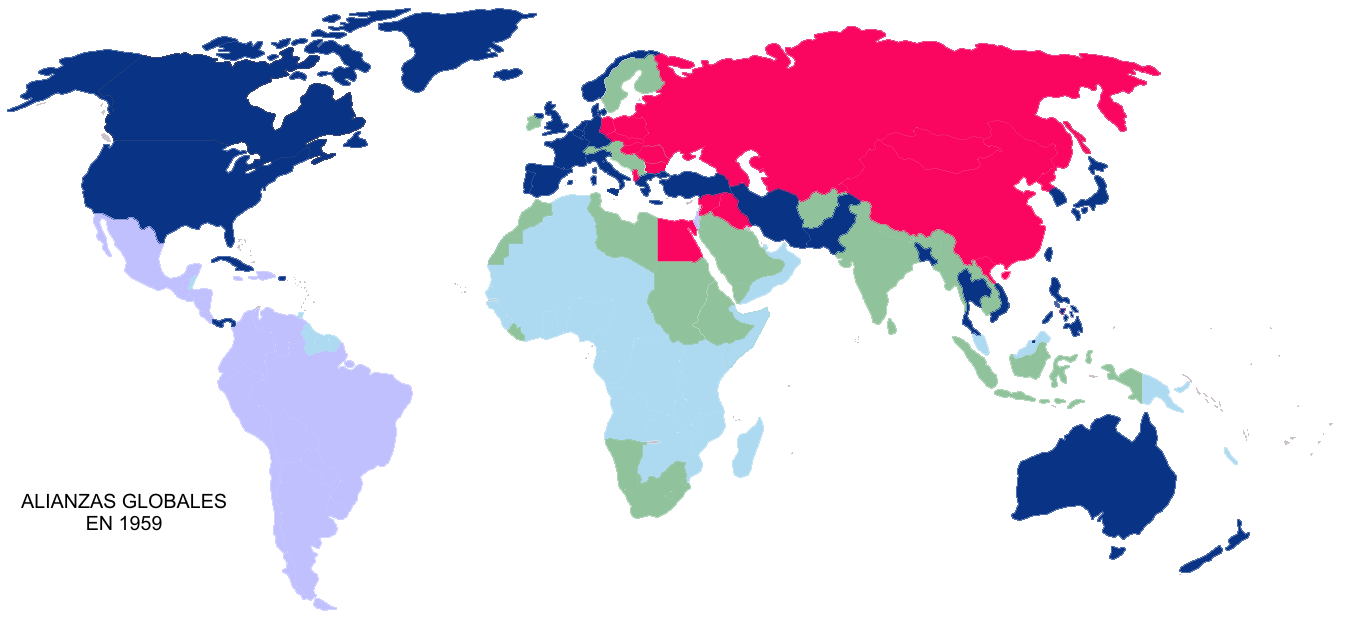
Esferas de influencia en las relaciones internacionales durante la Guerra Fría.

Esfera de influencia (rosa claro) del Imperio ruso (rojo) en el.

La zona de influencia era el territorio, que al ser conquistado, juraba lealtad a su invasor, pero mantenía su forma de gobierno, economía, leyes y tradiciones, pero aceptaba la cultura del invasor.
El invasor a cambio de estos privilegios, controlaba la defensa, la hacienda, las noticias y la ideología. Tal vez la primera aplicación del concepto se dio cuando Castilla y Portugal se repartieron el mundo en el Tratado de Tordesillas (1494).
Un país dentro de la esfera de influencia de otro país más poderoso puede convertirse en subsidiario de este y jugar un rol, en efecto, de estado satélite o colonia de facto. Por ejemplo, durante su existencia (1867-1945), el Imperio del Japón tuvo una amplia esfera de influencia que incluía las dos Coreas, Manchuria, Indochina, Taiwán y partes de China. La esfera de influencia japonesa podía ser fácilmente dibujada en un mapa como una gran burbuja rodeando las islas de Japón y las naciones asiáticas que controlaba.
Durante la Guerra Fría, se decía que Europa Oriental, Corea del Norte, Cuba, Vietnam y la República Popular China (hasta la Ruptura Sino-Soviética), eran los límites de la esfera de influencia de la Unión Soviética. Paralelamente, aunque en menor medida, se decía que Europa Occidental, Japón y Corea del Sur eran los límites de la esfera de influencia de los Estados Unidos. 
Algunas regiones de un país pueden caer en distintas esferas de influencia. En la era colonial, los estados colchón de Irán y Tailandia, limitando entre los imperios Británico/Ruso y Británico/Francés respectivamente, fueron divididos entre las esferas de influencia de las potencias imperiales. Igualmente, tras la Segunda Guerra Mundial, Alemania quedó dividida en cuatro zonas de ocupación, las que posteriormente se consolidaron como Alemania Occidental y Oriental, la primera bajo la influencia de la OTAN y la segunda del Pacto de Varsovia.
Los más destacados ejemplos, en el caso de España, fueron:
- Marruecos. En 1902, junto a Francia crearon 2 zonas de influencia, una española que abarcaba desde la frontera con Argelia al este y hasta el río Sebú en el sur.

- Islas Gilbert, en un principio llamadas Islas de Santa Catalina, fueron ocupadas por España, que las organizó de esa manera hasta su cesión a Reino Unido.

## Concepto económico
En California, la "esfera de influencia" tiene un significado legal para nombrar el plan de demarcación física probable y de área de cobertura de servicio de una agencia local. Las esferas de influencia de las agencias locales en California son reguladas por las Comisiones de Formación de Agencias Locales (LAFCO, por sus siglas en inglés), que se encuentran en cada condado del estado.
En términos corporativos, la esfera de influencia de una empresa, organización o grupo puede mostrar su poder e influencia en las decisiones de los demás. Se puede expresar a través de distintos factores, tales como el tamaño, la frecuencia de clientela, etc. En la mayoría de los casos, una compañía muy grande tiene una enorme esfera de influencia. Microsoft, por ejemplo, posee una gran esfera de influencia en el mercado de los sistemas operativos: cualquier entidad que desee que su producto sea exitoso, debe asegurarse que este sea compatible con los productos de Microsoft. 
No existe una escala definida que estipule como medir la esfera de influencia. Sin embargo, se puede determinar cuando se comparan dos empresas competidoras, por ejemplo, midiendo cuán lejos están los clientes de movilizarse entre ambas, cuánta es la frecuencia, etc.

## Principios de Estados Unidos (década de 1820)
Alexander Hamilton, primer Secretario del Tesoro estadounidense, pretendía que Estados Unidos estableciera una esfera de influencia en Norteamérica. Hamilton, escribiendo en los Federalist Papers o The Federalist Papers, albergaba la ambición de que Estados Unidos alcanzara el estatus de potencia mundial y obtuviera la fuerza necesaria para expulsar a las potencias europeas de las Américas, asumiendo el manto de dominio regional entre las naciones americanas, aunque la mayor parte del Nuevo Mundo eran colonias europeas durante ese periodo.
Esta doctrina, denominada «Doctrina Monroe», se formalizó bajo el mandato del presidente James Monroe, quien afirmó que el Nuevo Mundo debía establecerse como una esfera de influencia, alejada de la invasión europea. A medida que Estados Unidos emergía como potencia mundial, pocas naciones se atrevían a invadir esta esfera. (una notable excepción ocurrió con la Unión Soviética y la crisis de los misiles en Cuba).
A partir de 2018, el secretario de Estado Rex Tillerson siguió refiriéndose a la Doctrina Monroe para promocionar a Estados Unidos como el socio comercial preferido de la región frente a otras naciones como China.

## Época del Nuevo Imperialismo (finales delsigloXIX-principios delXX)

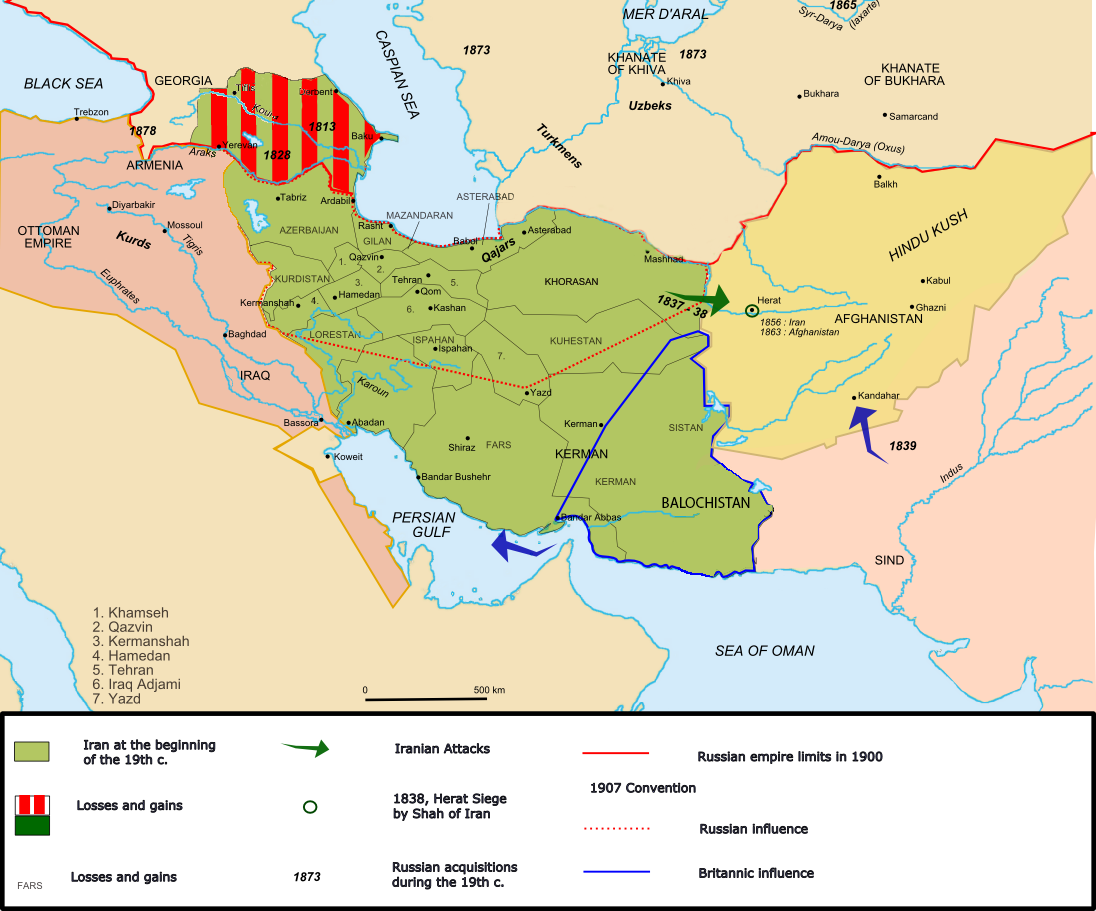
Delimitación de la influencia británica y rusa en Irán

En cuanto a Siam (Tailandia), Gran Bretaña y Francia firmaron un acuerdo en 1904 por el que los británicos reconocían una esfera de influencia francesa al este de la cuenca del río Menam (río Chao Phraya); a su vez, los franceses reconocían la influencia británica sobre el territorio al oeste de la cuenca del Menam y al oeste del golfo de Tailandia. Ambas partes renunciaron a la idea de anexionarse territorio siamés.
En la Convención anglo-rusa de 1907, Gran Bretaña y Rusia dividieron Persia (Irán) en esferas de influencia, en las que los rusos obtuvieron el reconocimiento de la influencia sobre la mayor parte del norte de Irán, y Gran Bretaña estableció una zona en el sureste.

## Segunda Guerra Mundial (1939-1945)

### Imperio de Japón

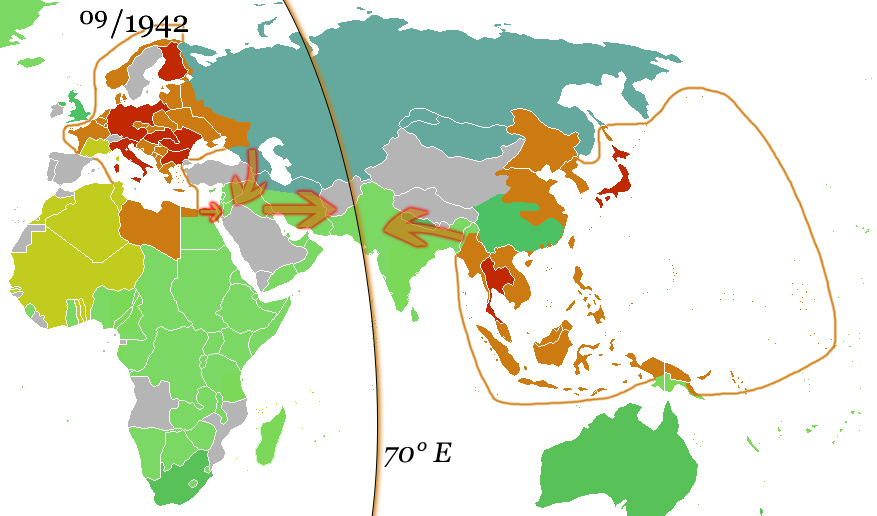
Esferas de influencia directa alemana y japonesa en su mayor extensión en el otoño de 1942.

Por otro lado, durante el apogeo de su existencia en la Segunda Guerra Mundial, el Imperio japonés tenía una esfera de influencia bastante amplia. El gobierno japonés gobernaba directamente los acontecimientos en Corea, Vietnam, Taiwán y partes de la China continental. La "Gran Esfera de Coprosperidad de Asia Oriental" podría dibujarse fácilmente en un mapa del Océano Pacífico como una gran "burbuja" que rodea las islas de Japón y las naciones de Asia y el Pacífico que controla.[cita requerida]

### Pacto Molotov-Ribbentrop
Según un protocolo secreto adjunto al Pacto Molotov-Ribbentrop de 1939 (revelado sólo después de la derrota de Alemania en 1945), el norte y el este de Europa estaban divididos en esferas de influencia nazi y soviética:
- En el norte, Finlandia, Estonia y Letonia fueron asignadas a la esfera soviética.[7]
- Polonia debía ser dividida en caso de su "reordenación política": las zonas al este de los ríos Narev, Vístula y San pasarían a la Unión Soviética, mientras que Alemania ocuparía el oeste.[7]
- Lituania, adyacente a Prusia Oriental, estaría en la esfera de influencia alemana, aunque un segundo protocolo secreto acordado en septiembre de 1939 asignaba Lituania a la URSS.[7]

Otra cláusula del tratado estipulaba que Besarabia, que entonces formaba parte de Rumanía, se uniría a la ASSR de Moldavia y se convertiría en la RSS de Moldavia bajo el control de Moscú. La invasión soviética de Bucovina el 28 de junio de 1940 violó el Pacto Molotov-Ribbentrop, ya que iba más allá de la esfera de influencia soviética acordada con el Eje. La URSS siguió negando la existencia de los protocolos del Pacto hasta después de la disolución de la Unión Soviética, cuando el gobierno ruso reconoció plenamente la existencia y la autenticidad de los protocolos secretos.

### Fin de la Segunda Guerra Mundial
A partir de 1941 y del ataque alemán a la Unión Soviética, la Coalición Aliada operó sobre la presunción no escrita de que las Potencias Occidentales y la Unión Soviética tenían cada una su propia esfera de influencia. La presunción de que las potencias occidentales y la Unión Soviética tenían derechos ilimitados en sus respectivas esferas comenzó a causar dificultades a medida que el territorio controlado por los nazis se reducía y las potencias aliadas liberaban sucesivamente otros estados.
Las esferas en tiempo de guerra carecían de una definición práctica y nunca se había determinado si una potencia aliada dominante tenía derecho a tomar decisiones unilaterales sólo en el ámbito de la actividad militar, o podía también forzar su voluntad respecto al futuro político, social y económico de otros estados. Este sistema excesivamente informal resultó contraproducente durante las últimas fases de la guerra y después, cuando resultó que los soviéticos y los aliados occidentales tenían ideas muy diferentes sobre la administración y el futuro desarrollo de las regiones liberadas y de la propia Alemania.

### Guerra Fría (1947-1991)
La mayor extensión de la influencia soviética, después de la revolución cubana pero antes de la división sino-soviética
Durante la Guerra Fría, se decía que la esfera de influencia soviética incluía los estados bálticos, Europa Central, algunos países de Europa del Este, Cuba, Laos, Vietnam, Corea del Norte y -hasta la ruptura sino-soviética y la separación Tito-Stalin- la República Popular China y la República Federal Popular de Yugoslavia, entre otros países en distintos momentos. Mientras tanto, se consideraba que Estados Unidos tenía una esfera de influencia sobre Europa Occidental, Oceanía, Japón y Corea del Sur, entre otros lugares[cita requerida].
Sin embargo, el nivel de control ejercido en estas esferas variaba y no era absoluto. Por ejemplo, Francia y el Reino Unido pudieron actuar de forma independiente para invadir (con Israel) el Canal de Suez (posteriormente se vieron obligados a retirarse por la presión conjunta de Estados Unidos y la Unión Soviética). Más tarde, Francia también pudo retirarse del brazo militar de la Organización del Tratado del Atlántico Norte (OTAN). Cuba, como otro ejemplo, adoptó a menudo posturas que la ponían en desacuerdo con su aliado soviético, incluyendo alianzas momentáneas con China, reorganizaciones económicas y apoyo a insurgencias en África y América sin la aprobación previa de la Unión Soviética[cita requerida].
Con el fin de la Guerra Fría, el Bloque del Este se desmoronó, poniendo fin a la esfera de influencia soviética. Luego, en 1991, la Unión Soviética dejó de existir y fue sustituida por la Federación Rusa y otras repúblicas ex soviéticas que se convirtieron en estados independientes.